# Chân Thánh nữ vương
Chân Thánh nữ vương (mất 897, trị vì 887–897), tên húy là Kim Mạn (金曼, 김만) hay Kim Viên (金垣, 김원), là người trị vì thứ 51 của vương quốc Tân La. Bà cũng là vị nữ vương thứ 3 và cuối cùng của đất nước (hai nữ vương khác là: Thiện Đức nữ vương và Chân Đức nữ vương).
Giai đoạn bà trị vì chứng kiến sự kết thúc của thời đại Tân La Thống nhất và bắt đầu thời đại Hậu Tam Quốc.
Chân Thánh nữ vương là con gái của Tân La Cảnh Văn Vương. Là em của Tân La Hiến Khang Vương và Tân La Định Khang Vương, bà lên ngôi vào năm 887 sau khi cả hai anh trai lần lượt qua đời mà không có con cái.
Cùng năm 887, học giả Thôi Trí Viễn từng dâng lên Chân Thánh nữ vương Thời vụ sách chứa mười một điều khuyên nhủ kẻ cai trị Tân La cần thi hành những biện pháp chính trị nhân từ để cứu vãn quốc gia nguy vong. Tuy nhiên, những đề xuất cải cách của Thôi Trí Viễn đều bị Chân Thánh nữ vương làm ngơ. Buồn bã, Thôi Trí Viễn sáng tác rất nhiều bài thơ biểu đạt sự bất mãn đối với hiện thực, phê phán tệ nạn xã hội và châm biếm thói đạo đức giả của những kẻ thuộc tầng lớp thống trị. Kết quả là Thôi Trí Viễn bị Chân Thánh nữ vương trách cứ và bị Chân Thánh nữ vương giáng xuống làm quan địa phương, giữ chức Thái thú quận Đại Sơn.
Chân Thánh được thuật trong Tam quốc sử ký (Samguk Sagi) rằng có hành vi đạo đức đồi bại và dâm đãng, từng hối lộ để đưa các chàng trai dễ thương vào cung và có hành vi dâm ô với họ. Bà cũng gây ầm ĩ bằng chuyện tình với một viên quan cấp cao là (giác can) Kim Ngụy Hoằng (Kim Wihong).
Tuy vậy, cũng nên lưu ý rằng Tam quốc sử ký được những học giả theo Nho giáo viết ra, và những người này có cái nhìn tiêu cực với việc phụ nữ nắm quyền, tương tự như thái độ với nữ hoàng Võ Tắc Thiên của Trung Quốc.
Dưới thời trị vì của Chân Thánh nữ vương, trật tự xã hội bị sụp đổ. Chân Thánh nữ vương là một người bất lực trong việc cai trị và triều đình Tân La phần lớn nằm dưới sự can thiệp của các thành viên vương thất Tân La và nạn hối lộ tràn lan cũng diễn ra tại triều đình. Sưu thuế không còn có thể thu và hệ thống quân dịch bắt buộc cũng sụp đổ. Triều đình tham nhũng tiếp tục vắt kiệt những người nông dân và kết quả làn nạn đói xảy ra rộng khắp tàn phá đất nước Tân La. Nhiều trong số các cuộc nổi dậy này ban đầu bùng phát từ quyết định sử dụng vũ lực để thu thuế của nông dân vào năm 889 của triều đình Tân La. Vào thời điểm này, hầu hết quyền lực trên bán đảo nằm trong tay các quý tộc địa phương, được gọi là hào tộc (호족, 豪族, hojok), những người thiếu lòng trung thành mạnh mẽ với chính quyền trung ương, đã nổi lên là những người cai trị thực tế của các châu, trong khi triều đình Tân La tập trung vào việc đàn áp các cuộc nổi dậy và các vấn đề quyền lực nội bộ. Triều đình Tân La đã cố gắng thực hiện một kế hoạch đánh thuế mạnh để đối phó với các cuộc nổi dậy.
Vào thời điểm đó, A Từ Giới (Ajagae), tức cha của Chân Huyên (tướng chỉ huy quân đội Tân La ở Jeolla, có nhiệm vụ trấn giữ miền ven biển Tây Nam Tân La) đã lãnh đạo một cuộc khởi nghĩa nông dân địa phương và lập căn cứ tại Sangju. Trong khi cha của Chân Huyên (Gyeon Hwon) kiểm soát vùng Sangju, Chân Huyên đã tổ chức một cuộc khởi nghĩa nông dân của riêng mình, và sớm thu nạp được nhiều người đi theo. Năm 891, Lương Cát (Yang Gil) nổi dậy chống lại triều đình Tân La ở Bắc Nguyên.
Trong số các lãnh đạo nổi dậy và quý tộc địa phương, Cơ Huyên (Gi Hwon) ở tây nam và Lương Cát (Yang Gil) ở tây bắc là có được sức mạnh lớn nhất, họ đã nổi dậy và thành lập nên các vương quốc của riêng họ.
Một hoàng thân Tân La đã từng xuất gia làm nhà sư là Cung Duệ cũng gia nhập vào lực lượng của Cơ Huyên để chống lại triều đình Tân La vào năm 891 song sớm ra đi sau đó do Cơ Huyên không đủ tin tưởng Cung Duệ. Cung Duệ lại gia nhập quân khởi nghĩa của Lương Cát vào năm 892, và trở thành tướng lãnh đạo của các đội quân nổi dậy sau khi đánh bại quân Tân La tại địa phương và các nhóm nổi dậy khác.
Cùng năm 892 Chân Huyên chiếm được các thành của Tân La ở Wansanju (Hoàn Sơn Châu) và Mujinju (hangul:무진주, hanja:武珍州, "Võ Trân Châu"), giành được quyền kiểm soát các lãnh thổ trước đây của Bách Tế và giành được sự ủng hộ của người dân trong vùng, những người vốn thù địch với triều đình Tân La. Sau đó, Chân Huyên đã dẫn quân đi chinh phục vùng tây nam Tân La.
Năm 895, Chân Thánh nữ vương phong cho con trai ngoài giá thú của Tân La Hiến Khang Vương là Kim Nghiêu (金嶢, 김요) làm Thế tử.
Chân Huyên (Gyeon Hwon) cho quân tiến đánh thành Daeyaseong (nay là huyện Hapcheon) ở tây nam kinh đô Kim Thành của Tân La (đời Chân Thánh nữ vương), giết chết tướng giữ thành là Kim Đĩnh Triết (김정철, 金挺喆) nhưng không chiếm được thành, phải rút lui.
Vua Đại Vĩ Hài của vương quốc Bột Hải đã cử vương tử Đại Phong Duệ (Dae Bong-ye, khi đó đã hơn 15 tuổi) cùng đoàn sứ giả người Bột Hải sang nhà Đường (đời vua Đường Chiêu Tông) tiến cống cùng năm 895, ngẫu nhiên lại trùng hợp lúc sứ giả nước Tân La (đời vua Chân Thánh nữ vương) cũng đến Trường An nhà Đường, điều này phát sinh sự kiện tranh tịch giữa Bột Hải và Tân La. Học giả Tân La là Thôi Trí Viễn ghi rằng Đại Phong Duệ và đoàn sứ giả người Bột Hải ở Trường An nhà Đường đã tự xưng Bột Hải là "Mạt Hạt", "Túc Mạt Tiểu Phiên", đồng thời nhận nước Tân La là thượng quốc. Bởi lẽ khi đó giới quý tộc gốc Cao Câu Ly trong triều đình Bột Hải đã bị người Mạt Hạt lấn át quyền hành và dân số người Mạt Hạt trong lãnh thổ vương quốc Bột Hải này cũng đã chiếm tỷ lệ cao hơn người gốc Cao Câu Ly. Một số sứ thần Bột Hải cũng đã mang họ Mạt Hạt.
Lúc đó tại Tân La đang có 2 cuộc khởi nghĩa lớn của thủ lĩnh Chân Huyên và tướng Cung Duệ dưới quyền thủ lĩnh Lương Cát cầm đầu. Các cuộc khởi nghĩa này bùng phát khắp nơi với số lượng quân đông và mạnh, đánh phá các nơi, giết bọn quan lại Tân La và bọn giặc cướp địa phương khác. Trong năm 895, Cung Duệ đem quân đánh vùng Tây Bắc của nước Tân La, là nơi tọa lạc của vùng Songdo - nơi quý tộc địa phương là cha con Vương Long (Wang Ryung 왕륭, 王隆) và Vương Kiến (Wang Geon 왕건, 王建) đang sinh sống. Cha con Vương Long và Vương Kiến thấy quân khởi nghĩa kéo đến, ngay lập tức họ quy hàng. Vương Kiến đến gặp và xin nguyện ở dưới trướng của Cung Duệ. Cung Duệ đã chiếm được nhiều đất đai và lập căn cứ tại Myeongju (명주, 溟州, Minh Châu), tức Gangneung ngày nay cùng năm 895 với sự ủng hộ của các lãnh đạo bản địa. Hầu hết quý tộc địa phương ở Myeongju và Paeseo cũng đã gia nhập lực lượng của Cung Duệ, khiến cho Cung Duệ thậm chí còn mạnh hơn so với thủ lĩnh Lương Cát. Từ khi gia nhập nghĩa quân, Vương Kiến tỏ ra là một tỳ tướng có tài và năng lực, được Cung Duệ tin tưởng và coi như người em trai của mình.
Cảm giác Tân La đã quá mục nát không cách nào vãn hồi, Thái thú quận Đại Sơn của Tân La là Thôi Trí Viễn quyết định từ quan, lui về núi Già Sơn quy ẩn ở tuổi 41 vào năm 897 (đời vua Chân Thánh nữ vương).
Cùng năm 897 tướng Cung Duệ dưới quyền thủ lĩnh Lương Cát đã dẫn quân đánh bại thủ lĩnh Lương Cát và giết Lương Cát, cướp quyền lãnh đạo nghĩa quân.
Vào tháng thứ 6 âm lịch năm 897, Chân Thánh nữ vương thoái vị, và qua đời trong cùng năm 897. Bà được chôn tại phía bắc Sư Tử tự (Sajasa) ở Gyeongju. Thái tử Kim Nghiêu (金嶢, 김요) lên kế vị, tức là vua Tân La Hiếu Cung Vương.